# Spartak Bán
A Spartak Bán (szlovákul: FK Spartak Bánovce nad Bebravou) egy félprofi labdarúgócsapat, amely a Nyugat Szlovákiai Labdarúgó Szövetség által szervezett Nyugati Régió Bajnokságában szerepel a 2011/12-es szezonban. A klub székhelye Bánban, Szlovákiaában van.

## Története

### Labdarúgás Bánban
Az város első labdarúgó mérkőzést Bán Nagytapolcsány ellen játszotta, amelyen 3:0-s vereséget szenvedett. Az első pálya a Preglej mögött található terület volt, később átköltözött a Bebrava folyó melletti pályára.>

### Az első klub
1921-ben alapították a Bánovský športový klubot, magyarul a Báni Sport Klub, az első futball csapat a Bánovský futbalový klub volt, magyarul Báni Futball Klub, amelyet 1931-ben alapították és az elnöke Štefan Kluvánek volt, az egyesület 165 tagot számlált. Az első bajnoki mérkőzést Zayugróc ellen játszották és 4:1-re nyertek.

### A II. világháború után
1947-ben a klub vezetése új pálya építését határozta el. A megnyitó ünnepségre 1948. szeptember 8-án került sor. 1957-ben Vojtech Schrotter edző vezetésével a csapat megnyerte a megyei bajnokságot és feljutott a divízióba.
1968-ban a klub ismét új pályát épített, fedett lelátóval és atlétikai pályával. Ekkor érte el a klub a legnagyobb sikerét az utánpótlás ifi és diák csapat a I. ligában szerepelt.

## Híres játékosok
Az olimpiai válogatott František Hruška és Marián Masný (többszörös csehszlovák válogatott és 1976-ból Európa-bajnok).